# Чемпионат РСФСР по русским шашкам среди мужчин
Чемпионат РСФСР по русским шашкам среди мужчин — ежегодное соревнование по шашкам, которое проводилось в СССР с 1928 по 1991 год.
Первый чемпионат РСФСР прошёл в 1928 году. Финалу второго чемпионата 1934 года предшествовали четвертьфиналы и полуфиналы. После третьего чемпионата последовал большой перерыв и следующий, четвёртый состоялся в 1946 году. После распада СССР, начиная с 1992 года ежегодно проводятся чемпионаты России.
Победители чемпионата РСФСР, наряду с победителями чемпионатов других республик, а также чемпионатов Москвы и Ленинграда, получали право играть в полуфинале чемпионата СССР.

## Призёры
| Номер турнира  | Дата | Место проведения | 1                                                                             | 2 | 3                                                                                            | Формат                                        |
| -------------- | ---- | ---------------- | ----------------------------------------------------------------------------- | --- | -------------------------------------------------------------------------------------------- | --------------------------------------------- |
| 1              | 1928 | Москва           | Георгий Крылов Тула                                                           | В. И. Вольвич Ленинград | А. Е. Федотов Звенигород Самуил Лиознов Иваново-Вознесенск                                   | 12 участников                                 |
| 2              | 1934 | Москва           | Сергей Дьячков Тула                                                           | Дмитрий Коршунов Ленинград | Александр Капнудель Свердловск                                                               | В финале 6 участников                         |
| 3              | 1935 | Горький          | Дмитрий Коршунов Ленинград                                                    | Сергей Дьячков Тула | Николай Жадин Горький                                                                        | В финале 16 участников                        |
| 4              | 1946 | Свердловск       | Дмитрий Коршунов Тюмень                                                       | Иосиф Шмаглит Ярославль | Александр Капнудель Свердловск Александр Речмедилов Свердловск Александр Степанов Красноярск | В финале 11 участников                        |
| 5              | 1947 | Куйбышев         | Дмитрий Коршунов Тюмень                                                       | Николай Сретенский Калининская область Ашот Дадашьян Астрахань                                                                 | -------                                                                                      | В финале 12 участников                        |
| 6              | 1948 | Калинин          | Николай Сретенский Калининская область                                        | Соломон Блиндер Свердловск | Вениамин Городецкий Московская область                                                       | В финале 14 участников                        |
| 7              | 1949 | Рязань           | Николай Сретенский Калининская область                                        | Литман Хейф (вне конкурса) Москва                                                                                              | Александр Капнудель Свердловск Теодор Шмульян Таганрог                                       | В финале 14 участников                        |
| 8              | 1950 | Тула             | Вениамин Городецкий Московская область                                        | Рашид Нежметдинов Казань | Соломон Блиндер Свердловск                                                                   | В финале 18 участников                        |
| 9              | 1951 | Саратов          | Николай Сретенский Калининская область                                        | Вениамин Городецкий Московская область                                                                                         | Николай Алфимов Смоленская область Владимир Евсюков Воронеж Илья Власов Тула                 | В финале 14 участников                        |
| 10             | 1952 | Великие Луки     | Вениамин Городецкий Московская область                                        | Ашот Дадашьян Астрахань | Николай Сретенский Калининская область                                                       | В финале 14 участников                        |
| 11             | 1953 | Таганрог         | Вениамин Городецкий Московская область Николай Сретенский Калининская область | ------- | Фёдор Серов Куйбышевская область                                                             | В финале 15 участников                        |
| 12             | 1954 | Воронеж          | Николай Сретенский Калининская область                                        | Валентин Абаулин Тула Владимир Евсюков Воронеж                                                                                 | -------                                                                                      | В финале 16 участников                        |
| 13             | 1956 | Таганрог         | Владимир Евсюков Воронеж                                                      | Михаил Смоляк Свердловская область Теодор Шмульян Таганрог Юрий Харченко Калинин                                               | -------                                                                                      | В финале 18 участников                        |
| 14 + доп. матч | 1958 | Воронеж          | Валентин Абаулин Тула                                                         | Владимир Романов Оренбург | Юрий Кустарёв Ленинград Владимир Евсюков Воронеж                                             | В финале 15 участников                        |
| 15             | 1959 | Богородск        | Юрий Кузюков Горький                                                          | Валентин Абаулин Тула |                                                                                              |                                               |
| 16             | 1961 | Владимир         | Валентин Абаулин Тула                                                         | Леонид Ципес Сергей Власов Горький Ефим Ротербанд Уфа Юрий Харченко Калинин Владимир Коробков Горький                          | -------                                                                                      | 56 участников                                 |
|                | 1962 | Оренбург         | Игорь Алексеев Ленинград                                                      | |                                                                                              | 50 участников                                 |
|                | 1963 | Новгород         | Валентин Абаулин Тула                                                         | Александр Николаенко Таганрог Теодор Шмульян Таганрог Эдуард Цукерник Мурманская область Владимир Маркачёв Кемеровская область | -------                                                                                      | 49 участников                                 |
|                | 1964 | Таганрог         | Валентин Абаулин Тула Теодор Шмульян Таганрог                                 | ------- | Михаил Гельфер Киров                                                                         | В финале 13 участников                        |
|                | 1965 | Горький          | Владимир Коробков Горький                                                     | Валентин Абаулин Тула | Эдуард Цукерник Ленинградская область                                                        | 76 участников                                 |
| 20             | 1966 | Нальчик          | Вячеслав Каулин Калинин                                                       | Теодор Шмульян Таганрог | Марк Юдин Горький Лев Портной Горький                                                        |                                               |
| 21             | 1967 | Златоуст         | Валентин Абаулин Тула                                                         | Эдуард Цукерник Ленинград | Николай Саввинов Якутская АССР                                                               |                                               |
| 22             | 1968 | Таганрог         | Борис Хитров Архангельск                                                      | Юрий Харченко Калинин | Олег Романчук Нижний Тагил                                                                   | В финале 18 участников                        |
| 23             | 1969 | Тула             | Юрий Кузюков Горький                                                          | Лев Дагаев Тула |                                                                                              |                                               |
| 24             | 1970 | Таганрог         | Николай Абациев Москва                                                        | Эдуард Цукерник Ленинград | Виктор Бавилкин Вышний Волочёк                                                               | В финале 22 участника                         |
| 25             | 1971 | Грозный          | Юрий Кузюков Горький                                                          | Марк Юдин Горький | Николай Абациев Московская область                                                           | 100 участников                                |
| 26             | 1972 | Махачкала        | Анатолий Чулков Москва                                                        | Марк Юдин Горький | Александр Киреев Ленинградская область                                                       | В финале 16 участников                        |
| 27             | 1973 | Саратов          | Евгений Куклеев Московская область                                            | Павел Миловидов Оренбург Александр Киреев Ленинградская область                                                                | -------                                                                                      | В финале 16 участников                        |
| 28             | 1974 | Черкесск         | Евгений Куклеев Московская область                                            | Павел Миловидов Оренбург | Юрий Кузюков Горький                                                                         | В финале 14 участников                        |
| 29             | 1976 | Нижний Тагил     | Юрий Кириллов Нижний Тагил                                                    | |                                                                                              |                                               |
| 30             | 1978 | Магнитогорск     | Юрий Кузюков Горький                                                          | Николай Абациев Московская область                                                                                             | Андрей Иванов Калуга                                                                         | 100 участников                                |
| 31             | 1980 | Новосибирск      | Павел Миловидов Оренбург                                                      | Владимир Иванов Чистополь | Юрий Кузюков Горький                                                                         | В финале 17 участников                        |
| 32             | 1981 | Тула             | Леонид Хвостов Горький                                                        | | Юрий Кириллов Нижний Тагил                                                                   |                                               |
| 33             | 1982 | Новосибирск      | Сергей Овечкин Нижний Тагил                                                   | Юрий Королёв Куйбышев | Андрей Иванов Калуга                                                                         | В финале 15 участников                        |
|                | 1983 |                  |                                                                               | |                                                                                              |                                               |
| 34             | 1984 | Калининград      | Николай Абациев Московская область                                            | Сергей Овечкин Нижний Тагил | Пётр Юмшанов Свердловск                                                                      | В финале 18 участников                        |
|                | 1985 |                  | Владимир Трусов Кострома                                                      | |                                                                                              |                                               |
| 35             | 1986 | Махачкала        | Андрей Иванов Калуга Алексей Константинов Свердловск                          | ------- | Сергей Овечкин Нижний Тагил                                                                  |                                               |
| 36             | 1987 | Чебаркуль        | Сергей Овечкин Татарская АССР                                                 | Алексей Константинов Свердловск                                                                                                | Пётр Юмшанов Свердловск                                                                      | В финале 18 участников                        |
| 37             | 1988 | Махачкала        | Николай Абациев Московская область                                            | Пётр Юмшанов Свердловск | Юрий Королёв Куйбышев                                                                        | В финале 16 участников                        |
| 38             | 1989 | Махачкала        |                                                                               | |                                                                                              |                                               |
| 39             | 1990 | Кострома         | Михаил Фёдоров Нижний Новгород Пётр Юмшанов Свердловск                        | -------- | Юрий Королёв Куйбышев                                                                        | 1-й этап 20 участников В финале 10 участников |
| 40             | 1991 | Ростов-на-Дону   | Александр Цопа Тула                                                           | Вадим Демидов Тула |                                                                                              |                                               |